# Miller-Fisher-Syndrom
Das Miller-Fisher-Syndrom ist eine seltene Erkrankung des peripheren Nervensystems, die insbesondere die Hirnnerven betrifft und nach dem kanadischen Neurologen Charles Miller Fisher benannt ist. Bei dieser akuten entzündlichen demyelinisierenden Polyneuropathie handelt es sich um eine Variante des Guillain-Barré-Syndroms. Sie kann in ein Guillain-Barré-Syndrom übergehen.
Die typische Symptomtrias besteht aus einer Lähmung der Augenmuskeln (Ophthalmoplegie), einer Störung der Bewegungskoordination (Ataxie) sowie dem Fehlen von Reflexen (Areflexie). Im Gegensatz zum Guillain-Barré-Syndrom stehen Lähmungen der Rumpf- und Extremitätenmuskulatur nicht im Vordergrund.
Die Erkrankung geht mit der Bildung von Autoantikörpern einher, die gegen das Gangliosid GQ1b gerichtet sind. Deren Nachweis im Blut kann diagnostisch hilfreich sein und auch Hinweise auf die Krankheitsaktivität geben.

## Diagnostik
- Liquor: Eiweißerhöhung im Verlauf,
- Serum: anti-GQ1b Antikörper,
- EMG/NLG: Vorwiegend axonale Neuropathie, vorwiegend sensible Nerven betroffen.

Auch in Abwesenheit kontrollierter Studien wird die Erkrankung in der Regel wie  das Guillain-Barré-Syndrom mit  Immunglobulinen oder einer Plasmapherese behandelt.